# 塞尔希·埃斯科瓦尔
塞尔希·埃斯科瓦尔（西班牙語：Sergi Escobar，1974年9月22日—），西班牙男子自行车运动员。他曾代表西班牙参加2004年和2008年夏季奥林匹克运动会自行车比赛，其中2004年奥运会获得二枚铜牌。